# Iglesia de Santo Domingo (Talca)
La Iglesia de Santo Domingo, también llamada Iglesia de los Domínicos, fue un templo católico ubicado en la comuna chilena de Talca, Región del Maule. Las fuentes difieren en su inauguración, sin embargo coinciden en que fue en la década de 1820, pudiendo ser el año 1820 o 1828. 
Fue una de las iglesias más importantes de Talca durante el siglo XIX e inicio del siglo XX, teniendo en su haber diversos eventos públicos de relevancia. Además, recibió las oficinas parroquiales centrales de la comuna luego del terremoto de 1835 y hasta la consagración de la iglesia Matriz, hacia la década de 1860.
La iglesia fue demolida como consecuencia de los daños sufridos por el terremoto de Talca de 1928.

## Historia
La iglesia de Santo Domingo estaba emplazada en el mismo lugar en el que se encontraba el templo de los jesuitas. Al momento de estos ser expulsados del reino de España, en 1771, tanto el claustro como el templo fueron cedidos a los domínicos, aprovechando la magnitud de las instalaciones. De esta forma, el antiguo templo comenzó a ser administrado por dicha congregación.
En 1807 la iglesia de Santo Domingo habría sido mandada a construir por el benefactor Santiago Pinto, culminándola su esposa Tadea Echavarría unas décadas después. Existe cierta disparidad en la fecha de inauguración de la iglesia, y aunque la mayoría de las fuentes afirman que se habría inaugurado en 1828, otras sugieren que habría sido en 1820.
Con el terremoto de 1835 se vieron afectadas su torre y el claustro, los cuales fueron reconstruidos. Luego de dicho sismo recibió las oficinas parroquiales centrales de Talca, pues la catedral que se encontraba en la Plaza de Armas se derrumbó. Las oficinas permanecieron ahí hasta la construcción de una nueva iglesia matriz, a mediados de la década de 1860. En esta época, también, se pusieron en manifiesto importantes problemas en su estructura, especialmente en paredes y techumbre.
La iglesia sufrió daños estructurales importantes como consecuencia del terremoto de Talca de 1928, los que provocaron su derrumbe junto con la gran mayoría de la ciudad.   

## Descripción
En 1872, el periodista Recaredo Santos Tornero, en su libro Chile Ilustrado, le dedicó una sección al templo.

De una sola nave pero estensa, i construido de ladrillo, ofrece este templo un conjunto imponente. Su fachada tiene tres puertas bastante elevadas; sobre la del centro se alza su gallarda torre, cuya parte superior es de madera.

(Texto escrito con la ortografía de Bello)

En el caso del exterior, se destacaban sus tres puertas de ingreso, las cuales eran del mismo tamaño. Al costado izquierdo de las puertas tenía una figura de un santo que, si bien no hay certeza de quien sea, es probable que sea Santo Domingo, el patrono del templo y de la orden de predicadores. El templo se encontraba frente a una placilla que, actualmente, se denomina Plaza Raúl Silva Henríquez.
Los registros fotográficos muestran que en su interior contaba con una inmensa cantidad de detalles escultóricos. Tal como en muchos edificios talquinos de la época, se incluían elementos decorativos en capiteles, paredes y techumbre. Sobre el altar contaba con un pequeño rosetón que permitía el ingreso de luz solar.